# Целе Нацог Рангдрол
Целе Нацог Рангдрол, также Пема Лекдруп (Вайли: rtse le sna tshogs rang grol) (1608, Конгпо, Тибет — ?) — учитель тибетского буддизма традиций кагью и ньингма, поэт.

## Биография
Считался проявлением Вайрочаны, а также реинкарнацией Цунгме Тензина Дордже (Tshungme Tenzin Dorje), основателя монастыря Тангдрок в Конгпо (Kongpo Thangdrok). Против воли родителей был пострижен в монахи в возрасте 6 лет, получил имя Карма Рикзин Нампар Гьялва.
Обучался у многих буддийских учителей своего времени, овладевал основными сутрами и тантрами новых и старых школ. В 1615—1618 годах изучал дзогчен, получая передачу ньинг-тиг, в том числе практику «мирных и гневных божеств».
Последовательно следовал монашеским обетам и даже во время ганачакры не пил освящённый алкоголь, лишь чуть смачивал губы водой с тростниковым сахаром.
В течение жизни проживал в пещере Дешек-це на юге Тибета, где, как считается, довёл свою практику Махамудры и Дзогчена до совершенного состояния.